# Antonio D'Este

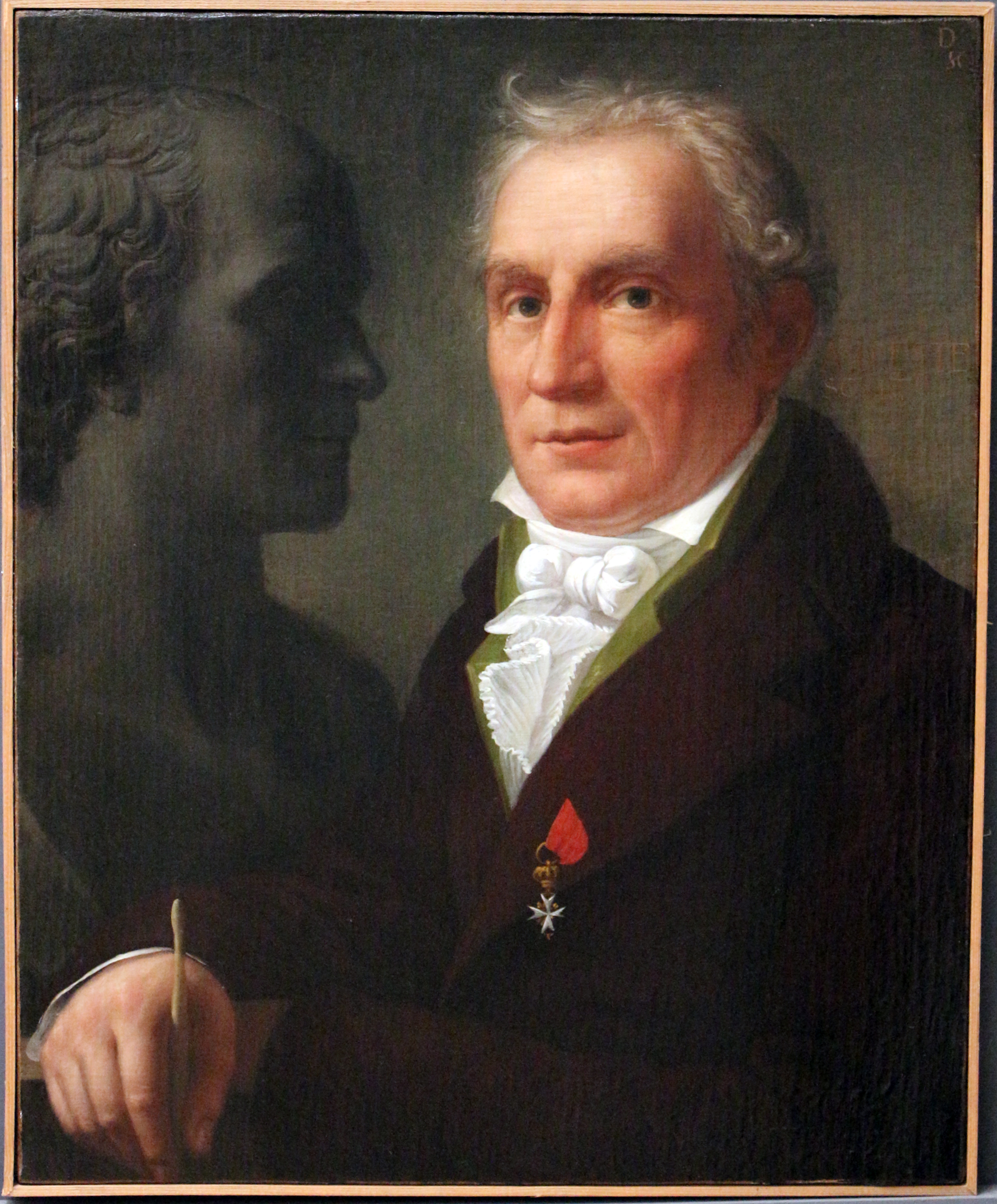
Ritratto di Antonio d'Este, Accademia di San Luca

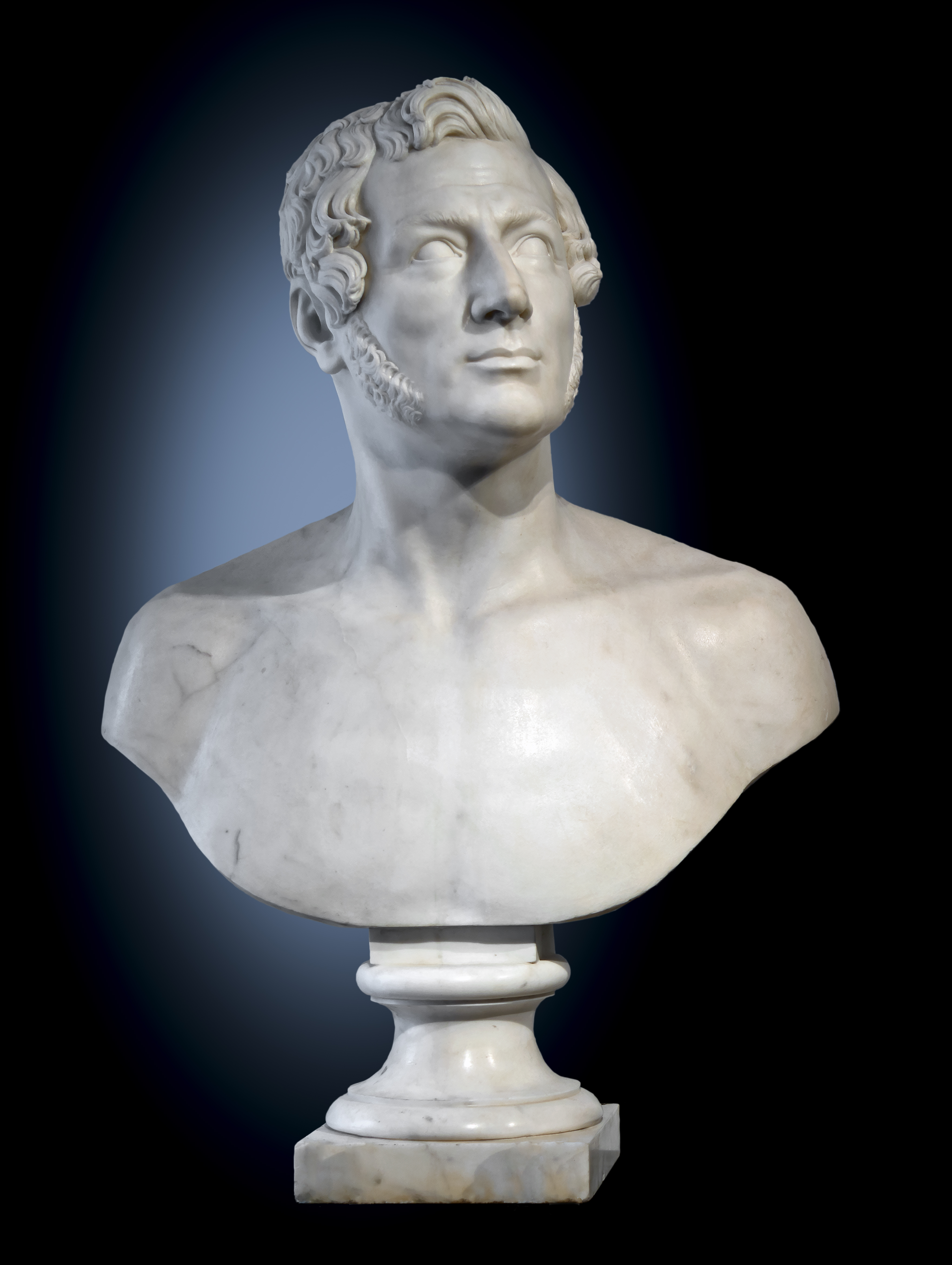
Auto ritratto di Antonio D'Este Gallerie dell'Accademia

Antonio D'Este (Burano, 1755 – Roma, 13 settembre 1837) è stato uno scultore italiano.

## Biografia
Si formò assieme ad Antonio Canova, a cui poi fu legato da profonda amicizia: frequentò lo studio del Torretto e poi l'Accademia di Venezia. Dal 1777 fu poi a Roma dove, con Giovanni Ferrari, entrò nella bottega di Massimiliano Trombetta. Dal 1779 fu nello studio di Massimiliano Laboureur e, nel 1787, aprì un proprio studio. Fu in seguito direttore del Museo Chiaramonti.
Antonio fu il padre di Alessandro D'Este (1783 – 1826) anch'esso scultore ma di minor fama.
Il pronipote Alessandro Pagliarini D'Este, nel 1864, fece pubblicare le Memorie di Antonio Canova scritte da Antonio D'Este e pubblicate per cura di Alessandro D'Este con note e documenti